# Islote Robbio
Die Islote Robbio (spanisch) ist eine kleine Insel im Palmer-Archipel westlich der Antarktischen Halbinsel. Sie gehört zu den Omikron-Inseln und liegt im südöstlichen Abschnitt der Melchior-Inseln.
Argentinische Wissenschaftler benannten sie. Der weitere Benennungshintergrund ist nicht überliefert.